# 交響曲第3番 (フルトヴェングラー)
交響曲第3番嬰ハ短調は、ヴィルヘルム・フルトヴェングラーにより作曲された、完成されたものとしては3番目の交響曲である。

## 作曲の経緯と初演
1946年には作曲中であることを示す手紙が残されており、1954年2月頃に完成された。ただし本人は終楽章の出来に不満で、11月9日に写譜師に出された手紙の中で、同月中に声楽付きのフィナーレを完成させる意図があることを伝えているが、これは作曲者の死により果たされなかった。1956年1月26日にヨーゼフ・カイルベルト指揮のベルリン・フィルハーモニー管弦楽団により、第1楽章から第3楽章のみが初演された。4楽章版の初演は1987年、アルフレート・ヴァルター指揮のブリュッセルRTBF交響楽団による。日本初演は2006年8月27日、杉並公会堂において、野口剛夫指揮、東京フルトヴェングラー研究会管弦楽団により行われた（4楽章版）。

## 作品の内容
演奏時間は60分余りと、フルトヴェングラーの交響曲の中ではもっとも短い。非常に悲劇的な作品であり、作曲者もそのことについて頻繁に言及していたとされる。また、各楽章には副題がつけられているが、これは彼の日記帳の中に見られるものであり、1~3楽章については写譜された浄書譜にも作曲者が直接書き込んでいる。

### 第1楽章
『宿命 (Verhängnis)』ラルゴ、嬰ハ短調。はっきりとした形式を持たない。ある種の三部形式といえる。冒頭、陰鬱な第1の動機が静かに響く。一度激しく盛り上がり、再び沈静化する。緩やかな流れの中で幾度か感情の起伏を見せ、一つの頂点に達すると、弦楽器に短いモティーフの繰り返しからなる第2の動機が現れる。やがて激しい盛り上がりを見せ、金管の仄暗い叫びに弦楽器が答え、静かになる。やや細かい音符を中心とするスピード感のある部分を過ぎると、第1の動機が銅鑼の打撃を伴って爆発的に回帰する。これが緩やかに下降してゆき、クラリネットから弦楽器へと第1の動機が受け渡され、重苦しく、暗く、静かに消えてゆく。

### 第2楽章
『生命の強制力 (Der Zwang Des Lebens)』アレグロ、嬰ハ短調。スケルツォ。ファゴットがごそごそ動き回るような旋律を奏して始まる。弦楽も交え、厚みを増し、新しい旋律が現れる。しばらく2つの旋律を中心に進み、頂点を境に沈んでゆく。一瞬の静寂を挟んで、クラリネットがやや明るい諧謔的な旋律を出す。これに弦楽器の流れるような旋律がからむ。フルートやオーボエが弦楽器のピッツィカートの伴奏で歌う。次第に冒頭の雰囲気が帰ってくる。やがて新しい3連符の旋律も登場し、スケルツォらしい性格を持ち始めたとみるや、突如第1楽章の第1の動機が鳴り渡り、唐突に曲を閉じる。

### 第3楽章
『彼岸 (Jenseits)』アダージョ、ホ長調。第1楽章の第2の動機から派生した旋律が弦楽に現れて始まる。木管群との美しい対話。弦楽器主体の静かな祈りの歌が続く。最初の頂点を境に新しい動機が現れる。弦楽の細かい動きがさざ波のように続く。そのうえに木管が断片的な旋律を奏してゆく。ややスケルツォ的な中間部分。やがて弦楽器に導かれてコラール風の楽句が現れる。スケルツォとコラール風楽句が交互に現れる。そして木管群の先導で冒頭の旋律が回帰し、再び祈りの歌となる。木管の優しいホ長調主和音で曲は閉じられる。

### 第4楽章
『闘いは続く(Der Kampf geht weiter)』アレグロ・アッサイ、嬰ハ短調。冒頭、フルトヴェングラーの作品としては珍しい近代音楽的なファンファーレが現れ、やや諧謔的な行進曲となる。弦楽器は無窮動的に駆け回り、その中から悲痛なファンファーレが登場する。チェロに新しい旋律が現れる。突如としてアダージョ楽章を彷彿とさせる静かなコラールが弦楽器に現れる。再び行進は始まり、悲痛なファンファーレが響いて頂点を作る。木管群に導かれて第1楽章の第2の動機が回想される。再びスピード感のある部分となり、行進は続くが、諧謔的なものではなく、力強い行進となる。そして、最後の頂点を築き、嬰ハ長調の主和音が鳴り響いて終結する。

## 録音
非常に演奏される機会の少ない作品ながら、複数の録音が存在する。
- ヨーゼフ・カイルベルト指揮、ベルリン・フィルハーモニー管弦楽団 - 3楽章版。ドイツ・フルトヴェングラー協会、TMK 017198。
- ヴォルフガング・サヴァリッシュ指揮、バイエルン国立管弦楽団 - 3楽章版。Orfeo、C406 961B。
- アルフレート・ヴァルター指揮、ブリュッセルRTBF交響楽団 - 4楽章版。Marco Polo、8.223105。
- ゲオルゲ・アレクサンダー・アルブレヒト指揮、ヴァイマル・シュターツカペレ(de:Deutsches Nationaltheater und Staatskapelle Weimar) - 4楽章版。Arte Nova、74321 72103 2。
- 野口剛夫指揮、東京フルトヴェングラー研究会管弦楽団 - 4楽章版。Seelenklang、FIT-2（日本初演の実況録音）